# طاق و تویزه

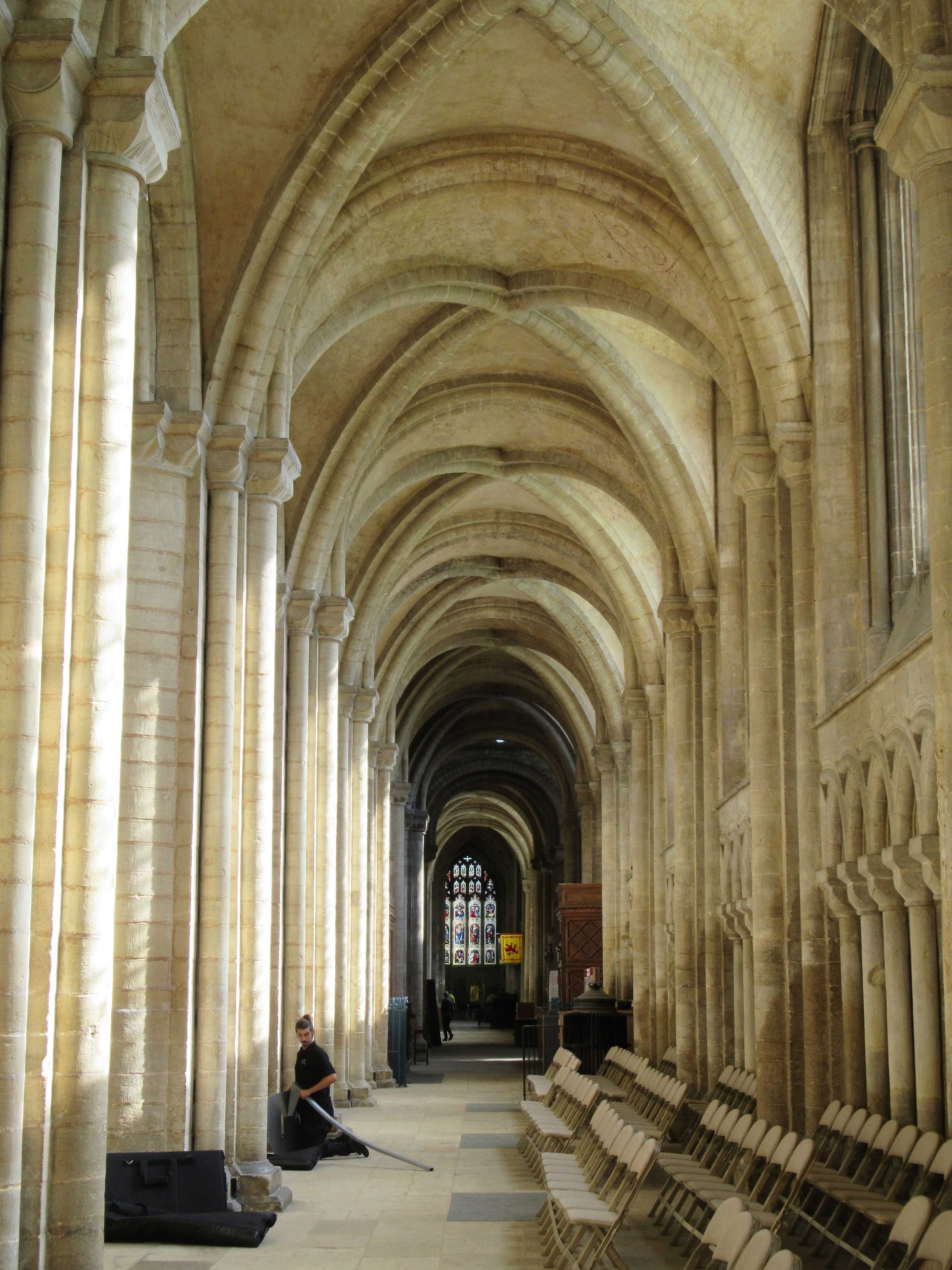
Peterborough Cathedral, south aisle 01

طاق و تَویزه (انگلیسی: Rib vault) یک ویژگی معماری برای «پوشش فضایی وسیع همچون شبستان کلیسا یا مسجد» و مرکب از دنده‌های قوسی ضربدری ‹×› یا مورب ‹)› است. تَویزه (به انگلیسی: Rib) عضوی خمیده‌شکل یا رگهٔ برجسته است که بر دهانهٔ قوس یا محل تقاطع طاق‌های گهواره‌ای احداث شده و طاق را به بخش‌های کوچک تقسیم می‌کند. به‌طور معمول جنبهٔ تقویتی دارد هر چند، کاربردهای تزیینی را هم شامل می‌شود.
در معماری رومی، معماری بیزانسی، معماری اسلامی و به ویژه در معماری گوتیک به وفور از این شیوه استفاده شده است. استفاده از ویژگی طاق و تَویزه به معماران کلیساهای گوتیک اجازه می‌داد تا بتوانند دیوارهای بلندتر و در عین‌حال نازک‌تر و پنجره‌های بسیار بزرگ‌تری بسازند.